# Élections constituantes de 1946 en Algérie française
Les élections constituantes françaises de 1946 se tiennent le 2 juin. Ce sont les deuxièmes élections constituantes, après le rejet du Projet de constitution française du 19 avril 1946 lors du référendum du 5 mai.

## Mode de scrutin
L'assemblée constituante est composée de 586 sièges pourvus pour la plupart au scrutin proportionnel plurinominal suivant la règle de la plus forte moyenne dans chaque département, sans panachage ni vote préférentiel.
Dans la colonie d'Algérie française, vingt-six députés sont à élire. Le gouvernement provisoire applique le même calcul qu'en métropole pour les citoyens français d'Algérie, ce qui leur donne treize députés à élire. Ce résultat détermine également le nombre de députés pour les Non-Citoyens (population dites indigènes). 
Ce procédé ne tient pas compte de la grande différence démographique entre les deux collèges et encore moins de la population générale. Les femmes non-citoyennes sont de plus exclus du vote. 
Les citoyens et citoyennes français (des Colons en écrasante majorité) votent donc pour le premier collège, les hommes relevant du Statut juridique des indigènes d'Algérie pour le second collège dit des Non-citoyens.

## Élus
| Circonscription            | Député sortant              | Parti | Parti     | Député élu ou réélu         | Parti | Parti    |
| -------------------------- | --------------------------- | ----- | --------- | --------------------------- | ----- | -------- |
| Département d'Alger        |                             |       |           |                             |       |          |
| Citoyens                   | Pierre Fayet                |       | PCA       | Pierre Fayet                |       | PCA      |
| Citoyens                   | Paul Tubert                 |       | PCA       | Marius Dalloni              |       | SFIO     |
| Citoyens                   | Paul Viard                  |       | MRP       | Paul Viard                  |       | MRP      |
| Citoyens                   | Marcel Ribère               |       | MRP       | Fernand Chevellier          |       | PRL      |
| Citoyens                   | Auguste Rencurel            |       | Rad-soc   | Auguste Rencurel            |       | Rad-soc  |
|                            |                             |       |           |                             |       |          |
| Non-Citoyens               | Amar Ouzegane               |       | PCA       | Chérif Saâdane              |       | UDMA     |
| Non-Citoyens               | Abderrahmane Bouthiba       |       | app SFIO  | Mohamed Cherif Benkeddache  |       | UDMA     |
| Non-Citoyens               | Mohand Achour               |       | app SFIO  | Mohand Achour               |       | app SFIO |
| Non-Citoyens               | Abderrahmane Farès          |       | app SFIO  | Abderrahmane Bentounès      |       | app SFIO |
| Département de Constantine |                             |       |           |                             |       |          |
| Citoyens                   | Raoul Borra                 |       | SFIO      | Raoul Borra                 |       | SFIO     |
| Citoyens                   | Paul Cuttoli                |       | Rad-soc   | René Mayer                  |       | Rad-soc  |
| Citoyens                   | Léon Deyron                 |       | Rad-soc   | Paul Pantaloni              |       | PRL      |
|                            |                             |       |           |                             |       |          |
| Non-Citoyens               | Mohamed Chouadria           |       | PCA       | Ferhat Abbas                |       | UDMA     |
| Non-Citoyens               | Mohamed Boumali             |       | SFIO      | El-Hadi Mostefaï            |       | UDMA     |
| Non-Citoyens               | Mohammed Saleh Bendjelloul  |       | Loyaliste | Abdesselam Benkhelil        |       | UDMA     |
| Non-Citoyens               | Hachemi Benchennouf         |       | Loyaliste | Kaddour Sator               |       | UDMA     |
| Non-Citoyens               | Allaoua Ben Aly Chérif      |       | Loyaliste | Haoues Bey Lagoun           |       | UDMA     |
| Non-Citoyens               | Smaïl Lakhdari              |       | Loyaliste | Chérif Hadj Saïd            |       | UDMA     |
| Département d'Oran         |                             |       |           |                             |       |          |
| Citoyens                   | Alice Sportisse Gomez-Nadal |       | PCA       | Alice Sportisse Gomez-Nadal |       | PCA      |
| Citoyens                   | Camille Larribère           |       | PCA       | Roger Catroux               |       | PRL      |
| Citoyens                   | Maurice Rabier              |       | SFIO      | Maurice Rabier              |       | SFIO     |
| Citoyens                   | Marcel Gatuing              |       | MRP       | Marcel Gatuing              |       | MRP      |
| Citoyens                   | François Quilici            |       | PPUS      | François Quilici            |       | PPUS     |
|                            |                             |       |           |                             |       |          |
| Non-Citoyens               | Kheladi Ben Miloud          |       | Loyaliste | Abdelkader Mahdad           |       | UDMA     |
| Non-Citoyens               | Mohammed Ben Kritly         |       | Loyaliste | Ahmed Francis               |       | UDMA     |
| Non-Citoyens               | Omar Boukli-Hacène          |       | Loyaliste | Kada Boutarène              |       | UDMA     |

## Résultats

### Département d'Alger

#### Collège des Citoyens
| Parti    | Parti    | Tête de liste      | Résultats | Résultats | Sièges |  |
| Parti    | Parti    | Tête de liste      | Voix      | %         | Sièges |  |
| -------- | -------- | ------------------ | --------- | --------- | ------ |  |
|          | PCA      | Pierre Fayet       | 36 622    | 24,53     | 1 1    |  |
|          | PRL      | Fernand Chevellier | 32 985    | 22,10     | 1 1    |  |
|          | RGR      | Auguste Rencurel   | 31 079    | 20,82     | 1      |  |
|          | SFIO     | Marius Dalloni     | 20 217    | 13,54     | 1 1    |  |
|          | MRP      | Paul Viard         | 18 405    | 12,33     | 1 1    |  |
|          | PRL      | Raymond Laquière   | 9 988     | 6,69      | -      |  |
|          |          |                    |           |           |        |  |
| Inscrits | Inscrits | Inscrits           | 213 842   | 100,00    | 5      |  |
| Votants  | Votants  | Votants            | 150 863   | 70,55     |        |  |
| Exprimés | Exprimés | Exprimés           | 149 286   | 98,96     |        |  |

#### Collège des Non-Citoyens
| Parti    | Parti      | Tête de liste     | Résultats | Résultats | Sièges |  |
| Parti    | Parti      | Tête de liste     | Voix      | %         | Sièges |  |
| -------- | ---------- | ----------------- | --------- | --------- | ------ |  |
|          | UDMA       | Chérif Saâdane    | 102 007   | 51,90     | 2 2    |  |
|          | app SFIO   | Mohand Achour     | 68 439    | 34,82     | 2 1    |  |
|          | PCA        | Amar Ouzegane     | 23 456    | 11,94     | - 1    |  |
|          | Réconc. fr | Augustin Ibazizen | 2 635     | 1,34      | -      |  |
|          |            |                   |           |           |        |  |
| Inscrits | Inscrits   | Inscrits          | 458 641   | 100,00    | 4      |  |
| Votants  | Votants    | Votants           | 201 067   | 43,84     |        |  |
| Exprimés | Exprimés   | Exprimés          | 196 537   | 97,75     |        |  |

### Département de Constantine

#### Collège des Citoyens
| Parti    | Parti    | Tête de liste  | Résultats | Résultats | Sièges |  |
| Parti    | Parti    | Tête de liste  | Voix      | %         | Sièges |  |
| -------- | -------- | -------------- | --------- | --------- | ------ |  |
|          | PRL      | Paul Pantaloni | 20 526    | 28,50     | 1 1    |  |
|          | SFIO     | Raoul Borra    | 18 405    | 25,55     | 1      |  |
|          | RGR      | René Mayer     | 12 227    | 16,98     | 1 1    |  |
|          | MRP      | Georges Febvre | 11 432    | 15,87     | -      |  |
|          | PCA      | Flavien Bovo   | 9 433     | 13,10     | -      |  |
|          |          |                |           |           |        |  |
| Inscrits | Inscrits | Inscrits       | 108 703   | 100,00    | 3      |  |
| Votants  | Votants  | Votants        | 73 365    | 67,49     |        |  |
| Exprimés | Exprimés | Exprimés       | 72 023    | 98,17     |        |  |

#### Collège des Non-Citoyens
| Parti    | Parti    | Tête de liste     | Résultats | Résultats | Sièges |  |
| Parti    | Parti    | Tête de liste     | Voix      | %         | Sièges |  |
| -------- | -------- | ----------------- | --------- | --------- | ------ |  |
|          | UDMA     | Ferhat Abbas      | 254 986   | 88,03     | 6 6    |  |
|          | PCA      | Mohamed Chouadria | 20 815    | 7,19      | - 1    |  |
|          | SFIO     | Mostefa Benbahmed | 13 867    | 4,79      | -      |  |
|          |          |                   |           |           |        |  |
| Inscrits | Inscrits | Inscrits          | 552 334   | 100,00    | 6      |  |
| Votants  | Votants  | Votants           | 294 214   | 53,27     |        |  |
| Exprimés | Exprimés | Exprimés          | 289 668   | 98,46     |        |  |

### Département d'Oran

#### Collège des Citoyens
| Parti    | Parti        | Tête de liste               | Résultats | Résultats | Sièges |  |
| Parti    | Parti        | Tête de liste               | Voix      | %         | Sièges |  |
| -------- | ------------ | --------------------------- | --------- | --------- | ------ |  |
|          | PPUS-MRP-PRL | François Quilici            | 57 513    | 41,45     | 3 1    |  |
|          | PCA          | Alice Sportisse Gomez-Nadal | 37 497    | 27,03     | 1 1    |  |
|          | SFIO         | Maurice Rabier              | 29 439    | 21,22     | 1      |  |
|          | RGR          | Pascal Muselli              | 14 300    | 10,31     | -      |  |
|          |              |                             |           |           |        |  |
| Inscrits | Inscrits     | Inscrits                    | 203 665   | 100,00    | 5      |  |
| Votants  | Votants      | Votants                     | 140 632   | 69,05     |        |  |
| Exprimés | Exprimés     | Exprimés                    | 138 749   | 98,66     |        |  |

#### Collège des Non-Citoyens
| Parti    | Parti     | Tête de liste       | Résultats | Résultats | Sièges |  |
| Parti    | Parti     | Tête de liste       | Voix      | %         | Sièges |  |
| -------- | --------- | ------------------- | --------- | --------- | ------ |  |
|          | UDMA      | Abdelkader Mahdad   | 98 068    | 66,33     | 3 3    |  |
|          | Loyaliste | Mohammed Ben Kritly | 31 940    | 21,60     | - 2    |  |
|          | PCA       | Bouali Taleb        | 13 295    | 8,99      | -      |  |
|          | SFIO      | Allal Saadoun       | 4 537     | 3,07      | -      |  |
|          |           |                     |           |           |        |  |
| Inscrits | Inscrits  | Inscrits            | 304 025   | 100,00    | 3      |  |
| Votants  | Votants   | Votants             | 149 993   | 49,34     |        |  |
| Exprimés | Exprimés  | Exprimés            | 147 840   | 98,57     |        |  |